# Município de Morris (condado de Knox, Ohio)
O município de Morris (em inglês: Morris Township) é um município localizado no condado de Knox no estado estadounidense de Ohio. No ano de 2010 tinha uma população de 2.049 habitantes e uma densidade populacional de 37,69 pessoas por km².

## Geografia
O município de Morris encontra-se localizado nas coordenadas 40° 27′ 11″ N, 82° 30′ 22″ O. Segundo o Departamento do Censo dos Estados Unidos, o município tem uma superfície total de 54.37 km², da qual 54.11 km² correspondem a terra firme e (0.47%) 0.26 km² é água.

## Demografia
Segundo o censo de 2010, tinha 2.049 habitantes residindo no município de Morris. A densidade populacional era de 37,69 hab./km². Dos 2.049 habitantes, o município de Morris estava composto pelo 97.66% brancos, o 0.24% eram afroamericanos, o 0.29% eram amerindios, o 0.59% eram asiáticos, o 0.05% eram insulares do Pacífico, o 0.29% eram de outras raças e o 0.88% pertenciam a dois ou mais raças. Do total da população o 0.93% eram hispanos ou latinos de qualquer raça.